# Dick (Gemeinde Gilgenberg)
Dick ist eine Ortschaft der Gemeinde Gilgenberg am Weilhart in Oberösterreich mit 47 Einwohnern (1. Jänner 2024).
Die Streusiedlung liegt südlich von Gilgenberg und nahe der Oberinnviertler Straße L503 und besteht aus einem landwirtschaftlichen Anwesen und mehreren Einfamilienhäusern.